# Ralf Beste

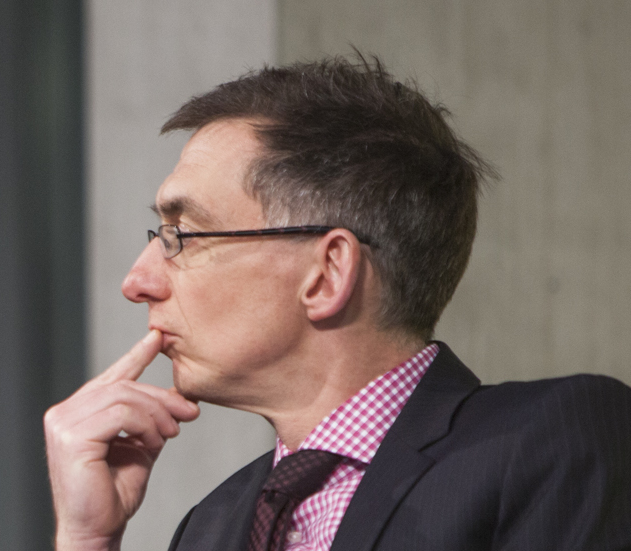
Ralf Beste, 2015

Ralf Beste (* 21. Juni 1966 in Witten) ist ein deutscher Diplomat und Journalist. Er ist Abteilungsleiter für Kultur und Kommunikation im Auswärtigen Amt. Von September 2019 bis März 2022 war Beste Botschafter in der Republik Österreich.

## Leben
Nach dem Abitur in Witten 1985 und dem Wehrdienst in Neumünster (1985/86) studierte Ralf Beste Geschichte in Bochum, Bielefeld und Baltimore, Maryland, USA. Er hat einen Magister in Geschichte der Universität Bielefeld (1991) und einen Master of Arts der Johns Hopkins University (1990).
Ralf Beste ist verheiratet und hat zwei Kinder. Er ist Mitglied des BV Borussia Dortmund.

## Journalistische Laufbahn
Nach dem Studium absolvierte Beste ein Volontariat bei den Ruhr Nachrichten in Dortmund, wo er anschließend als Lokalredakteur in Castrop-Rauxel arbeitete. 1994 wechselte er als Pressesprecher ins Finanzministerium des Landes Rheinland-Pfalz in Mainz. Von 1996 bis 2000 arbeitete er für die Berliner Zeitung als Parlamentskorrespondent, zunächst in Bonn und ab 1999 nach dem Regierungsumzug in Berlin. 2001 wechselte er in das Hauptstadt-Büro des SPIEGEL, für den er 13 Jahre lang berichtete, vornehmlich über Außen- und Sicherheitspolitik sowie die Partei Bündnis 90/Die Grünen.

## Laufbahn im Auswärtigen Amt
2014 holte ihn Außenminister Frank-Walter Steinmeier als stellvertretenden Leiter des Planungsstabes in das Auswärtiges Amt. Dort war er unter anderem am „Review 2014 der deutschen Außenpolitik“ beteiligt. 2016 wechselte Beste als Beauftragter in den neu geschaffenen Bereich „Strategische Kommunikation“. 2017 wurde Beste Leiter des Planungsstabs.
Im Sommer 2019 wechselte er als Leiter an die Deutsche Botschaft in Österreich und wurde am 18. September 2019 vom Österreichischen Bundespräsidenten Alexander Van der Bellen zur Überreichung seines Beglaubigungsschreibens empfangen. Im März 2022 holte ihn Annalena Baerbock zurück nach Berlin. Im Auswärtigen Amt ist er seitdem Abteilungsleiter Kultur und Kommunikation.

## Weblink
Lebenslauf. In: Webseite der Deutschen Botschaft Wien. Archiviert vom Original am 27. November 2021; abgerufen am 28. Oktober 2019.